# Peter Meier-Beck
Peter Meier-Beck (* 19. Dezember 1955 in Düsseldorf) ist ein ehemaliger deutscher Richter und Rechtswissenschaftler. Er war Richter am Bundesgerichtshof und ist Honorarprofessor an der Heinrich-Heine-Universität Düsseldorf.

## Leben
Peter Meier-Beck studierte an der Universität Bonn und der Universität Freiburg Rechtswissenschaft. Seinen Referendardienst leistete er in Düsseldorf ab und war anschließend dort als Rechtsanwalt tätig.
1985 wurde er Richter am Landgericht Düsseldorf, wo er unter anderem der mit Patentrecht befassten 4. Zivilkammer des Landgerichtes angehörte. 1991 wurde Peter Meier-Beck Richter am Oberlandesgericht Düsseldorf. 1993 bis 2001 war er wieder am Landgericht Düsseldorf tätig, wobei er jetzt Vorsitzender Richter der 4. Zivilkammer war. Ab dem Wintersemester 1995/96 nahm er neben seiner richterlichen Tätigkeit auch einen Lehrauftrag an der Universität Düsseldorf wahr. Im Juli 2000 trat Meier-Beck den Dienst als Richter am Bundesgerichtshof an, er wurde dort zunächst im X. Zivilsenat tätig, der für Patentrecht zuständig ist. Am 2. Februar 2005 wurde er zum Honorarprofessor an der Universität in Düsseldorf berufen. Im September 2010 wurde er zum Vorsitzenden Richter am Bundesgerichtshof ernannt und ihm der Vorsitz des X. Zivilsenats zugewiesen, nachdem er schon vorher den Vorsitz des Xa-Zivilsenats (Hilfssenat für den X. Senat) innegehabt hatte. Zum 1. September 2019 übernahm der den Vorsitz des neu geschaffenen XIII. Zivilsenats sowie zusätzlich des Kartellsenats, den zuvor traditionell die Präsidenten/die Präsidentin des Bundesgerichtshofs innegehabt hatten, und zum 18. September 2019 schied er aus dem X. Zivilsenat aus. Mit Ablauf des 30. September 2021 ist er in den Ruhestand getreten.
Meier-Beck ist verheiratet und hat zwei Kinder.

## Würdigung
Anlässlich des 65. Geburtstags von Peter Meier-Beck hat die Zeitschrift Gewerblicher Rechtsschutz und Urheberrecht (GRUR) als Heft 2/2021 ein umfangreiches Festheft mit 51 Beiträgen herausgegeben, das dem Jubilar gewidmet ist.